# Токийский гуль
«Токийский гуль» (яп. 東京喰種-トーキョーグール- То:кё: гу:ру) — манга в жанре научной фантастики авторства Суи Исиды, выпускалась в период с сентября 2011 года по сентябрь 2014 года в журнале Weekly Young Jump издательства Shueisha, собранные главы были изданы в виде 14 томов. Продолжение под названием «Токийский гуль: re» выпускалось в журнале Weekly Young Jump в период с октября 2014 года по июль 2018 года и было собрано в 17 томах.
Адаптация в виде 12-серийного аниме-телесериала студии Pierrot транслировалась на Tokyo MX в период с июля по сентябрь 2014 года. Второй 12-серийный сезон Tokyo Ghoul √A (произносится как Tokyo Ghoul Root A) транслировался с января по март 2015 года. В июле 2017 года в Японии был выпущен игровой фильм по мотивам манги. Аниме-адаптация по мотивам сиквела манги Tokyo Ghoul: re также выходила в виде двух сезонов; первый с апреля по июнь 2018 года, а второй — с октября по декабрь 2018 года.

## Содержание

### Tokyo Ghoul
Кэн Канэки — студент университета, который в результате нападения гуля попадает в больницу, где ему незаконно пересаживают органы этого же и одного из сильнейших гулей, чтобы спасти ему жизнь. Для того, чтобы выжить, гулям необходимо питаться человеческой плотью, поэтому они убивают людей или находят тела самоубийц. Из-за такой пересадки органов Канэки становится лишь наполовину гулем, но питаться человеческой плотью ему необходимо как и всем остальным. Канэки стремится сохранить свою человечность, стараясь сохранить связь с миром людей, погрузившись в сообщество гулей.

### Tokyo Ghoul √А
Tokyo Ghoul √А — второй сезон аниме-адаптации манги от студии Pierrot, имеющий альтернативный сюжет, идущий вразрез с мангой. Всё начинается после битвы Канэки и Ямори. Старшие следователи CCG проигрывают битву с «Одноглазой совой». Канэки покидает «Антэйку» и уходит в «Аогири», чтобы стать сильнее. В первой половине сюжета он выполняет задания «Аогири», постепенно открывая у себя новые способности.

### Tokyo Ghoul:Re
Действие происходит через несколько лет после окончания Tokyo Ghoul. После вторжения CCG в кафе «Антэйку» Канэки Кэн пропал. CCG создаёт новый отряд «Куинксов» — людей, в тела которых вживили «Кагунэ» гуля, благодаря чему те приобрели способности гулей. Главный герой манги, Сасаки Хайсэ — наставник этого отряда и по совместительству следователь, занимающийся отловом гулей или же их уничтожением вместе с его помощниками Муцуки Тоору, Уриэ Куки, Сирадзу Гинси и Ёнэбаяси Сайко. Сасаки — новая личность Канэки.

### Tokyo Ghoul:Jack
В последней серии Tokyo Ghoul √А было сказано о выходе OVA под названием Tokyo Ghoul:Jack, снятой по одноимённой манге. Эта история описывает события, которые происходили до начала основной истории. Tokyo Ghoul:Jack рассказывает о молодых Кисё Ариме и Тайси Фуре, которые решили стать следователями по борьбе с гулями в компании CCG. На это их подтолкнула смерть друга Тайси, на которого напал гуль. Желая найти правду о том, что случилось с его другом, учащийся старшей школы Тайси Фура преследует гуля Лантера вместе с молодым следователем Кисё Аримой.

## Персонажи

### Гули
Кэн Канэки (яп. 金木 研 Канэки Кэн) / Хайсэ Сасаки (яп. 佐々木 琲世 Сасаки Хайсэ) — главный герой восемнадцатилетний первокурсник, который становится наполовину гулем из-за пересадки органов умершего гуля, Ридзэ. После операции Канэки понимает, что с ним происходит что-то странное: ему противна обычная еда, поэтому он догадывается, что стал гулем, когда узнал, что ему пересадили органы погибшей рядом с ним девушки. Канэки старается скрыть тот факт, что он гуль, пытаясь жить нормальной жизнью, но в итоге он устраивается официантом в кафе «Антэйку», который снабжает гулей человеческой плотью. Перенял несколько характеристик Ридзэ: левый глаз гуля, сила регенерации, неспособность переваривать обычную для людей пищу и кагуне. До тех пор, пока он не познакомился с другими гулями, он считал их жестокими существами и думал, что если он не полностью гуль, но уже не человек, то ему нет места в этом мире. Канэки любит читать книги, обычно ведёт себя тихо и сдержанно. Излишне доверчив по отношению к незнакомцам, из-за чего его жизнь часто находится в опасности. Носит повязку на левом глазу, на котором проявляются его черты гуля. После битвы Аогири и CCG Канэки ушёл из «Антэйку» и основал свою команду гулей, выяснив, с какой целью он стал полугулем. Во втором сезоне Tokyo Ghoul √А Канэки сказал Токе, что уходит из «Антэйку» и идёт в Аогири. После ухода стал работать вместе с Аято, среди следователей и в прессе получил прозвище «Одноглазый».
Канэки в итоге был побеждён Аримой, после чего без воспоминаний о прошлом начал новую жизнь. Новая личность Канэки — следователь первого класса в CCG, наставник отряда «Куинксов» (под надзирательством Акиры Мадо и Кисё Аримы) и по совместительству член спецкоманды Мадо. Хайсэ предстаёт надёжным человеком, добродушным и в то же время самодостаточным партнёром, который проявляет интерес к своей работе. Он преданный и верный. Хайсэ любит заботиться о куинксах, уважает их и обещает защищать. Сасаки, как и Канэки, любит в свободное время почитать книги, очень дружелюбен и предпочитает работать и достигать высот в CCG вместе со своей группой, а не в одиночку. Когда Хайсэ и Мадо были в ресторане Наан, он показал свою привычку «игры слов». Также у Хайсэ есть привычка чесать свой затылок, когда он смущён, испытывает дискомфорт или не может найти решение. Из-за своей мягкодушности у Хайсэ нередко возникают проблемы с подчинёнными, которые в трудной ситуации не могут полагаться на него и игнорируют его приказы, волнуясь за собственную безопасность. Несмотря на то, что Канэки раньше принял свою личность гуля, Хайсэ не может справиться с этим: он испытывает отвращение к своей стороне гуля, хотя неоднократно пытался её принять. В бою Хайсэ зачастую быстро соображает и имеет неплохие навыки дедукции. На самом деле Сасаки хочет узнать о себе и вернуть прежние воспоминания, но опасается, что из-за этого он может потерять своих новых друзей и воспоминания о них.
Во время битвы в штабе Цукиямы возвращает себе память и окончательно вспоминает всё. В середине сезона после битвы с Судзуей превращается в большую сколопендру (которую называют драконом), сформированную из его Какуджи, которое впоследствии отделяется и с которым практически до конца сезона герои воюют. В конце истории ведёт мирную семейную жизнь с Токой.
Сэйю: Нацуки Ханаэ
Тока Кирисима (яп. 霧嶋 董香 Кирисима То:ка) — главная героиня, шестнадцатилетняя девушка-гуль. Она работает неполный рабочий день в кафе «Антэйку» и ходит в школу. Ей прекрасно удаётся вливаться в человеческое общество, потому что она считает важным сохранение в тайне того факта, что она гуль. Иногда мстительна, к тому же её действия нередко выглядят безрассудными, как у человека со склонностью к насилию. Поначалу Канэки её раздражал, так как она считала, что он никогда не поймёт, каково быть гулем с самого рождения, однако вскоре становится партнёром Канэки по тренировкам боевых качеств. Проявляет к Канэки чувства после его спасения из 11-го района. Берёт на себя роль опекунши Хинами после того, как её родители были убиты следователями. Имеет орнитофобию (боязнь птиц). В Tokyo Ghoul: re также является официанткой, но характер у неё стал более спокойным.
Сэйю: Сора Амамия
Ридзэ Камисиро (яп. 神代 利世 Камисиро Ридзэ) — девушка, с которой Канэки познакомился в кафе. Ридзэ заманила Канэки на свидание, чтобы съесть его, но план Ридзэ провалился, когда на неё упали балки и она умерла. Её органы пересаживают Канэки, чтобы спасти ему жизнь, потому что он сильно пострадал после нападения Ридзэ. До этого инцидента Ридзэ была известна как «Обжора» — один из самых сильных и беспощадных гулей. Как и Канэки, Ридзэ состояла в «Антэйку» и очень любила читать. Позже стало известно, что Ридзэ на самом деле жива и является вторым ядром «Дракона».
Сэйю: Кана Ханадзава
Нисики Нисио (яп. 西尾 錦 Нисио Нисики) — второкурсник того же университета, в котором учится Канэки. Высокомерен и раздражителен, не любит, когда подростки разговаривают с ним. Не любит, когда гули вторгаются в его район, также враждебно относится к другим гулям. Стал работать официантом в кафе «Антэйку» после инцидента с Сю Цукияма. Очень любит свою девушку, Кими Нисино. Нисики одиночка и довольно хороший боец, гули стараются избегать драки с ним даже в группе. Как и Токе, Нисики хорошо удаётся скрывать свою личность гуля и при этом быть довольно известным в университете. В Tokyo Ghoul: re ушёл в Аогири и стал жить под личностью гуля с кличкой «Змей». Воссоединился с Кими в четвёртом сезоне.
Сэйю: Синтаро Асанума
Сю Цукияма (яп. 月山 習 Цукияма Сю:) — один из самых проблемных гулей 20-го района, даже некоторые гули стараются избегать встречи с ним. Известен как «Гурман» среди следователей, которые никак не могут поймать его. Является частым посетителем «ресторана гулей», где известен под псевдонимом ММ. Показывает себя сильным, хитрым и самодовольным гулем. Помимо прочих особенностей, Цукияма любит модно одеваться и использовать фразы на английском, испанском, французском или итальянском языке. Выглядит довольно спортивно и знает толк в боевых искусствах. В Tokyo Ghoul: re впал в депрессию из-за того что «потерял» Канэки, вследствие чего перестал чувствовать запахи.
Сэйю: Мамору Мияно
Ёсимура Кудзэн (яп. 芳村) — менеджер кафе «Антэйку» в 20-м районе, гуль. На самом деле добрый и рассудительный человек, который помогает гулям, не способным самим убивать людей для добычи человеческой плоти. Убедил Канэки в том, что его баланс между гулем и человеком является скорее его преимуществом, чем недостатком, обучает его тонкостям, которые помогут ему сосуществовать с обычными людьми в обществе. В молодости был известен как «Кузен». Является гулем SSS ранга — «Совой», то есть сильнейшим гулем, наряду со своей дочерью Ёсимура Это. Убит в конце второго сезона во время битвы в 20-м районе (облавы на Антейку). Его органы использовали для создания полугулей.
Сэйю: Такаюки Суго
Ута (яп. ウタ) — старый друг Рэндзи и Итори. Имеет собственную художественную студию в 4-м районе, где занимается созданием масок и повязок для других гулей. У него на теле много татуировок и пирсинга. Также на шее имеет татуировку с надписью греч. NεΧ ποσσυμ ΤεΧυμ ωΙωερε, νεΧ σΙνε Τε. (в оригинале это латинская пословица, написанная греческими буквами лат. Nec possum tecum vivere, nec sine te., букв. «Не могу жить — ни с тобою, ни без тебя.»). Также является членом крупной группы гулей, «Клоунов», известен как «Безликий» в первую очередь из-за того, что часто меняет маски.
Сэйю: Такахиро Сакурай
Рэндзи Ёмо (яп. 四方 蓮示 Ёмо Рэндзи) — правая рука Ёсимуры, старый друг Уты и Итори. Дядя Токи и Аято (младший брат их матери). За свои повадки падальщика и за кагуне, похожий на чёрные крылья, Ёмо получил прозвище «Ворон». Высокий, крепко сложенный мужчина с серебристыми волосами и тяжёлым каменным взглядом. Обычно носит длинный плащ и чёрную футболку, которую сохранил со времён жизни в 4-м районе. Его маска похожа на респиратор с дизайном, сильно напоминающим птичий клюв. Спокойный и сдержанный мужчина; в прошлом он был вспыльчивым гулем, одержимым местью и жаждой насилия. В Tokyo Ghoul: re стал менеджером нового кафе «re».
Сэйю: Юити Накамура
Хинами Фуэгути (яп. 笛口 雛実 Фуэгути Хинами) — девочка-гуль, 14 лет. Пришла в 20-й район вместе с матерью, когда её отец был убит следователями. Очень застенчива, однако показывает свою жажду к знаниям, хоть ей и не разрешают посещать школу. Хинами знакомится с Канэки в «Антэйку», где он помогает ей выучить несколько новых кандзи. После смерти матери от руки Мадо Хинами начинает жить вместе с Токой. Любит того же автора, что и Канэки, ей интересны новые вещи. Имеет обострённое чувство обоняния, которое в несколько раз превышает обоняние обычных гулей. Во втором сезоне манги по непонятным причинам вступила в Аогири, где сблизилась с Аято из-за его сходства с Токой.
Сэйю: Сумирэ Морохоси
Итори (яп. イトリ Итори) — старая подруга Рэндзи и Уты. Её можно найти в баре «Helter Skelter», где она зарабатывает в информационной паутине преступного мира. Итори чрезмерно дружелюбна и болтлива. Она любит веселиться и даже способна на некоторые проказы. Использует людей как марионеток, чтобы получить необходимую ей информацию. Является членом банды гулей «Клоуны». Втайне испытывает чувства к Уте.
Сэйю: Аяхи Такагаки
Аято Кирисима (яп. 霧嶋 絢都 Кирисима Аято) — младший брат Токи, рос вместе с ней в 20-м районе, но внезапно исчез. В настоящее время состоит в Аогири, ненавидит следователей. Высокомерен, как и Тока, излишне жесток. Ненавидит своего отца, а также Канэки, потому что тот похож на него. Аято и Тока имеют схожие привычки и внешне похожи друг на друга. CCG известен как «Чёрный кролик» — гуль SS ранга, убивающий следователей по гулям. В Tokyo Ghoul: re остался в Аогири и обзавёлся командой, в которую входит Хинами Фуэгути и гуль Торсо.
Сэйю: Юки Кадзи
Якумо Омори (яп. 大守 八雲 О:мори Якумо) — член Аогири (прозвище Ямори или Джейсон). Гуль-маньяк, любящий издеваться над слабыми гулями разными способами. До вступления в Аогири был в плену в центре содержания гулей (Кокурии) и каждый день подвергался пыткам, но сбежал, убив своего мучителя. Жестоко пытал Канэки дабы сломать его, что у него не получилось, и в итоге он навредил только самому себе. Обладает особым видом кагуне — какуджа. Побеждён Канэки и убит Судзуей. Своими пытками помог Канэки увеличить свою силу.
Сэйю: Ринтаро Ниси
Татара (яп. タタラ) — член Аогири. Заместитель «Одноглазого короля», лидера Аогири. Постоянно носит маску, какуджа. Ненавидит следователя Ходжи (за то что он убил его старшего брата). Убит Такидзавой на острове Русима.
Сэйю: Кодзи Юса
Наки (яп. ナキ) — член Аогири. Долгое время находился под стражей в центре содержания гулей, до тех пор пока члены Аогири не освободили его из грузовика конвоя. Был правой рукой Ямори и крайне уважал его, называя «Божественным братаном». Поначалу казался инфантильным и почти сумасшедшим, но в итоге стал одним из сильнейших гулей Аогири, главой отряда «Белых костюмов».
Сэйю: Хиро Симоно
«Одноглазый король» — лидер Аогири, сначала личность была неизвестна, но потом оказалось, что этот персонаж был выдуман Это и Аримой. Когда Это и Арима умерли, им стал Канэки.
 Ёсимура Это (яп. エト) — «Одноглазая Сова», дочь Ёсимуры и член Аогири. Зачастую Это контактирует со своим сотоварищем по Аогири Татарой. Её отношения с «Одноглазым королём» неизвестны, но CCG считают, что Это и Одноглазый Король — это одна и та же личность. Помимо всего прочего является писательницей под псевдонимом Сэн Такацуки. Написала любимые книги Канэки, Ридзэ и Хинами. Вероятно, умерла от ран после сражения с Фурутой в подвале Кокурии в четвёртом сезоне.
Сэйю: Маая Сакамото
Норо (яп. ノロ) — член Аогири. Гуль с невероятной силой регенерации. Постоянно носит маску на всё лицо, из-за чего непонятно, мужчина это или женщина. Убит куинксом Сирадзу Гинси. В последние секунды становится понятно, что это мужчина, вырастивший Это.
Донато Порпора (яп. ドナート ・ ポルポラ) — пожилой гуль с российскими корнями. Много лет содержался в Кокурии и, как глава банды «Клоунов», служил универсальным информатором. Известен как «Жрец» или «Священник». Умеет делать свои копии из кагуне, из-за чего кажется непобедимым. Пойман отцом куинкса Урие Куки. Сбежал при атаке Аогири на Кокурию. Убит Амоном в конце четвёртого сезона. Оказалось, что он был настоятелем приюта, в котором рос Амон, и пожирал отданных ему на попечение сирот, хотя к самому Котаро относился, как к сыну.

### Люди
Котаро Амон (яп. 亜門 鋼太朗 Амон Ко:таро:) — следователь первого класса, охотится на гулей, друг Мадо. Обладает неиссякаемым чувством справедливости, считает своим долгом сделать «неверный мир» правильным благодаря истреблению гулей, из-за которых дети становятся сиротами, как и он сам. Любит свою работу, часто проводит исследования в нерабочее время, а после убийства его партнёра по охоте на гулей, Мадо, начинает работать ещё упорнее, его напарником становится дочь Мадо. В конце первого сезона манги был серьёзно ранен Канэки, но его, как и Такидзаву, забрали в лабораторию доктора Кано чтобы создать новых «Сов». Став полугулем, он питался только гулями на полях сражений. Очень долго считался погибшим, пока не спас Акиру на острове Русима. Если изначально он отверг её чувства, то теперь решил остаться с ней.
Сэйю: Кацуюки Кониси
Курэо Мадо (яп. 真戸 呉緒 Мадо Курэо) — следователь первого класса, вместе с Котаро охотился на гулей. Опытный и безжалостный в бою, является проблемой даже для сильных гулей. Всегда доверяет своей интуиции, которая его никогда не подводила. В итоге стал одержим гулями, коллекционированием их оружия и их уничтожением, что привело его к смерти. Мадо выслеживал Хинами, мать которой он собственноручно убил, но в итоге был убит Токой. Его целью было отомстить гулю «Одноглазой Сове» за убийство его жены Касуки. Считал гулей «отбросами», которые только подражают людям, что кажется ему смешным.
Сэйю: Тору Окава
Хидэёси Нагатика (яп. 永近 英良 Нагатика Хидэёси) — лучший и изначально единственный друг Канэки, для друзей просто «Хидэ». Наблюдателен, обладает острой интуицией: в то время, как Канэки изо всех сил старался скрыть тот факт, что он стал гулем, Хидэ уже обо всём догадался после инцидента с Нисио. Когда Канэки исчез, присоединился к CCG в качестве помощника, чтобы узнать о его местонахождении. В итоге стал следователем-новобранцем и начал работать в команде с Котаро и Акирой. В конце первого сезона бесследно исчез. Во втором сезоне сражается против гулей на стороне CCG, в конце после тяжёлого ранения умирает на руках у Канэки. В манге даёт себя съесть Канэки, чтобы тот смог победить поджидающего его Ариму. В «Перерождении» оказывается, что Хиде жив, знает о коварных планах Фуруты на Канэки и пытается его спасти, посещая мероприятия гулей и места сражений в маске чучела (скрывающей огромный шрам на его шее).
Сэйю: Тосиюки Тоёнага
Кими Нисино (яп. 西野 貴未 Нисино Кими) — девушка одного из гулей, Нисики Нисио, с которым учится в одному университете. Любит его настолько, что готова умереть ради него. После сражения в 20-м районе вступает в организацию помощи гулям «Великое колесо» в качестве врача. В четвёртом сезоне воссоединяется со своим возлюбленным.
Сэйю: Юриэ Кобори
Дзюдзо Судзуя (яп. 鈴屋 什造 Судзуя Дзю:дзо:) — следователь второго класса (после повышения), охотится на гулей. Имеет андрогинную внешность. Силён, известен своими садистскими наклонностями. В прошлом использовал имя Рэй Судзуя (яп. 鈴屋 玲 Судзуя Рэй). У него есть странное увлечение: шитьё на теле, из-за чего он выглядит устрашающе. Его прошлый партнёр по охоте на гулей — Юкинори Синохара. До прихода в CCG (организация по истреблению гулей) воспитывался мужчиной-гулем «Биг Мадам», из-за чего у него совершенно отсутствуют понятия морали и страха. Тот издевался над ребёнком, считал его своим домашним животным, одевал в платья и в итоге кастрировал, чтобы он «навсегда остался девочкой». В Tokyo Ghoul: re стал кандидатом в особый класс.
Сэйю: Риэ Кугимия
Акира Мадо (яп. 真戸 暁 Мадо Акира) — дочь Курэо Мадо, следователь второго класса (до повышения). Сначала выступала в качестве подчинённой Котаро Амона, расследуя дело Ридзэ Камисиро. Напившись, проявила свою слабую сторону, начав обвинять Амона в смерти своего отца. Акира — умная женщина, которая серьёзно относится как к работе, так и к повседневной жизни. Как и её отец, она обладает глубокой проницательностью и развитой интуицией, что помогают ей в расследованиях и определении, что произошло на месте происшествия. Постепенно привязалась к своему наставнику не только как к коллеге…
Такидзава Сейдо  (яп. 滝澤 政道 ) — следователь по гулям, подчинённый Амона. Появляется в сюжете во втором сезоне. Однокурсник Акиры в Академии, где готовят следователей по делам гулей, второй по успеваемости после неё. По отношению к ней каким-то образом совмещал некоторое чувство привязанности с завистью. Добродушный человек, может показаться слишком эмоциональным и болтливым для своей профессии. Схвачен Норо во время битвы в 20-м районе. Стал единственным «удачным образцом» (удачным, по мнению доктора Кано, то есть оправдавшим все надежды; операцию пережил не он один) в эксперименте по превращению людей в гулей на основе органов «Совы». После пыток сильно изменился внешне. По сути, был отдан в Аогири доктором Кано. Стал не совсем вменяемым безжалостным убийцей, но в конце четвёртого сезона, после того, как помог спасти Акиру с острова Русима, стал сражаться на стороне Канэки и кое-как вернул себя в колею.
Кисё Арима (яп. 有馬 貴将) — сильнейший следователь по делам гулей, «Бог смерти CCG», невозмутимый и хладнокровный. Убил мать Токи и Аято. Из-за его вмешательства Сасаки позволили стать следователем, а сам он был его наставником. Знаком с Ёсимура Это. На самом деле является неудачным образцом полугуля, как и все дети из приюта «Солнечный сад», где он вырос. Из-за этого он стареет быстрее других людей и в возрасте каких-то сорока лет уже почти слеп. После битвы с Канэки в Кокурии раскрыл тайну «Одноглазого короля» и покончил с собой.
Марудэ Ицки (яп. 丸出 斎) — руководитель всех крупных операций и важная фигура в CCG. Раскрыл тайну клана Вашу (верхушки CCG). В конце четвёртого сезона решился на сотрудничество с гулями в борьбе с «Драконом».
Фурута Нимура (яп. 旧多 二福) — главный антагонист четвёртого сезона. Следователь по делам гулей. Наследник клана Вашу. В итоге оказывается, что сам он является полугулем, и не только из-за операции, но и из-за происхождения. Рос вместе с Камисиро Ридзэ. Организатор как несчастного случая с Канэки, так и его превращения в «Дракона». Убит Канэки в конце четвёртого сезона.

## Медиа-издания

### Манга
Манга «Токийский гуль» создана Суи Исидой. Впервые была опубликована 8 сентября 2011 в 41-м номере Weekly Shonen Jump, а финал манги состоялся 18 сентября 2014 в 42-м номере. Манга объединена в 14 танкобонов, выходивших между 17 февраля 2012 и 17 октября 2014. Выпуском манги на английском языке занимается Viz Media. Первый том вышел 16 июня 2015.
В августе 2013 в качестве веб-комикса вышел спин-офф Tokyo Ghoul: JACK. Манга состоит из 7 глав и описывает события, происходившие за 10 лет до событий оригинальной истории. Главными героями являются Кисё Арима и Фура Тайси, также появляются Марудэ Ицки и Омори Якумо.
17 октября 2014 вместе с финальным 14-м томом вышел арт-бук «Tokyo Ghoul Zakki». Он включает в себя все рекламные изображения, обложки томов и неизданные концепт-арты с комментариями от Исиды.
Сиквел «Токийский гуль: re» был опубликован в 46-м выпуске 16 октября 2014. Сюжет развивается спустя 3 года после оригинала вокруг новых персонажей.

### Аниме
Производством аниме-адаптации занималась студия Pierrot, режиссёром стал Сюхэй Морита, сценарий написал Тюдзи Микасано, а дизайном персонажей занимался Кадзухиро Мива. Первый сезон транслировался с 4 июля по 19 сентября 2014 года. Второй сезон под названием «Tokyo Ghoul √A» транслировался с 9 января по 27 марта 2015 года. Аниме-адаптация «Tokyo Ghoul: re» была разделена на два сезона. Первый (третий) сезон транслировался с 3 апреля по 19 июня 2018 года. Второй (четвёртый) сезон транслировался с 9 октября по 25 декабря того же года.
Сериал лицензирован на английском языке в Северной Америке компанией Funimation, в Австралии — Madman Entertainment, а в Великобритании — Anime Limited.
20 января 2021 года в Колпинском районном суде Санкт-Петербурга было вынесено постановление о запрете распространения аниме-сериала «Токийский гуль» на одном из интернет-сайтов.

### Видеоигры
Первая игра под названием Tokyo Ghoul: Carnaval была выпущена в Японии на Android компанией Bandai Namco Games 6 февраля 2015 года, а 9 февраля 2015 года для платформы iOS. В ней игрок может создать команду героев из гулей и следователей, а после начать исследовать 3D-карту. Другая видеоигра под названием Tokyo Ghoul: Jail была выпущена для консоли PlayStation Vita 1 октября 2015 года. В ней вводится новый главный протагонист по имени Рио, который взаимодействует с героями манги/аниме. Игра так же была разработана Bandai Namco Games, а классифицировали её как приключенческую RPG, в которой игроки могут исследовать 23 специальных района Токио.
Также 15 ноября 2019 года вышла игра на ПК и консоль PlayStation 4 под названием «Tokyo Ghoul:RE Call to Exist». Она разработана Three Rings и опубликована Bandai Namco Entertainment для Microsoft Windows и PlayStation 4 в ноябре 2019 года. Это игра на выживание от третьего лица, в которой игроки могут выбрать сторону гулей или следователей с играбельными персонажами, включая Хайсэ Сасаки, Кэна Канэки, Котаро Амона, Кисё Ариму, Току Кирисиму и Сю Цукияму. В игре есть многопользовательский онлайн-режим.

### Игровой фильм
Режиссёром фильма стал Кэнтаро Хагивара. Кэна Канэки сыграл Масатака Кубота, а Току Кирисиму — Фумика Симидзу. Ю Аои сыграла Ридзэ Камисиро, Нобуюки Сидзуки — Котаро Амона, а Ё Оидзуми — Курэо Мадо. Премьера фильма производства киностудии Shochiku прошла 29 июля 2017 года.